# Dobrotești (Teleorman)
Pour les articles homonymes, voir Dobrotești.
Dobrotești est une commune du județ de Teleorman en Roumanie.